# Mount Redoubt (Alaska)
Der Mount Redoubt ist ein mit Gletschern bedeckter, aktiver Strato-Vulkan und mit 3108 Metern der höchste Berg der Aleutenkette. Er liegt 170 Kilometer südwestlich von Anchorage in den Chigmit Mountains auf der Alaska-Halbinsel am Cook Inlet in Alaska und gehört zum Lake-Clark-Nationalpark. Die Entstehung des Vulkans begann vor etwa 890.000 Jahren.

## Ausbrüche

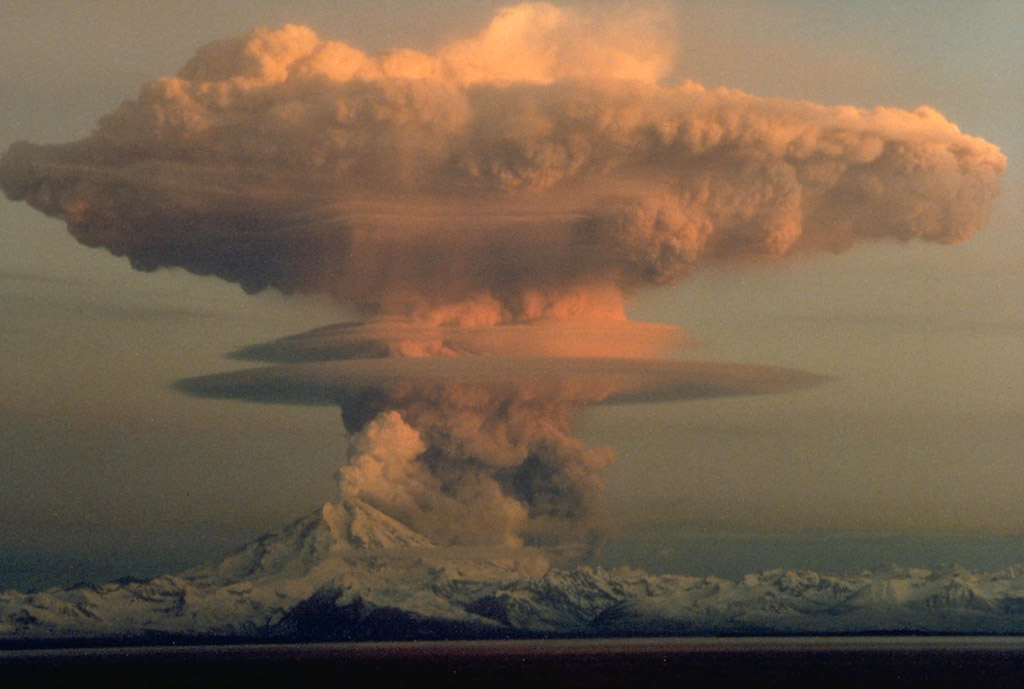
Aschewolke des Mount Redoubt 1990, gesehen von der Westseite der Kenai Peninsula

Mächtige Ausbrüche fanden vor etwa 10.500 bis 13.000 Jahren sowie vor etwa 3500 Jahren statt. Die entstandenen Felsstürze erreichten zum Teil das Cook Inlet. Der Mount Redoubt brach 1881, 1902, 1966, 1989 und 2009 aus. Beim Ausbruch im Jahre 1989 entstand eine 14.000 m hohe Aschewolke. Die Asche bedeckte eine Fläche von über 20.000 km².
Am 15. Dezember 1989 geriet eine Boeing 747-400 der KLM Royal Dutch Airlines in 28.000 Fuß (ca. 8500 m) Höhe auf dem Flug von Amsterdam Schiphol nach Anchorage in diese Aschewolke. Infolgedessen fielen alle vier Triebwerke kurzfristig aus, nach deren Neustart konnte jedoch nach Anchorage weitergeflogen werden.
Siehe auch: KLM-Flug 867

### 1881
Im Jahre 1881 gab es offenbar eine Eruption, die beschrieben wurde als „im Osten raucht der Vulkan ständig mit Perioden von größerer Aktivität. Feuer konnte von See aus beobachtet werden. Einen großen Ausbruch gab es 1881, als eine Gruppe von Naturjägern auf halbem Wege von Lava überrascht wurde und nur zwei Personen entkamen.“ Jedoch wurde dieser Ausbruch durch andere Quellen nicht gut dokumentiert.

### 1902
Der Vulkan brach 1902 ziemlich abrupt aus. Er spie Asche vom 18. bis 21. Januar des Jahres. Eine lokale Zeitung beschrieb dies so: „Es wurde soeben mitgeteilt, dass Redoubt, einer der Vulkane am Cook Inlet, am 18. Januar eine Eruption hatte und das Land in einem Umkreis von 150 km mit Asche und Lava bedeckte. Die Nachricht kommt von Sunrise, aber es ist nicht klar, ob es Schäden gab, da noch keine Boote in der Nachbarschaft des Vulkans waren“. Es gab weitere Nachrichtenberichte über den Ausbruch, einer beschrieb ihn so: „es gab ein schweres Erdbeben, das den Berg auseinanderbrach und einen großen Spalt hinterließ“, die möglicherweise die Rissbildung des Vulkankraters beschrieb, was aber unwahrscheinlich ist. Angeblich schlugen Flammen aus dem Krater des Vulkans und die Eruptionen verängstigten Einheimische in dem Gebiet. Zeitungen vermuteten, dass die Asche mehr als 150 km bis zur anderen Seite von Cook Inlet gelangte.

### 1989–1990

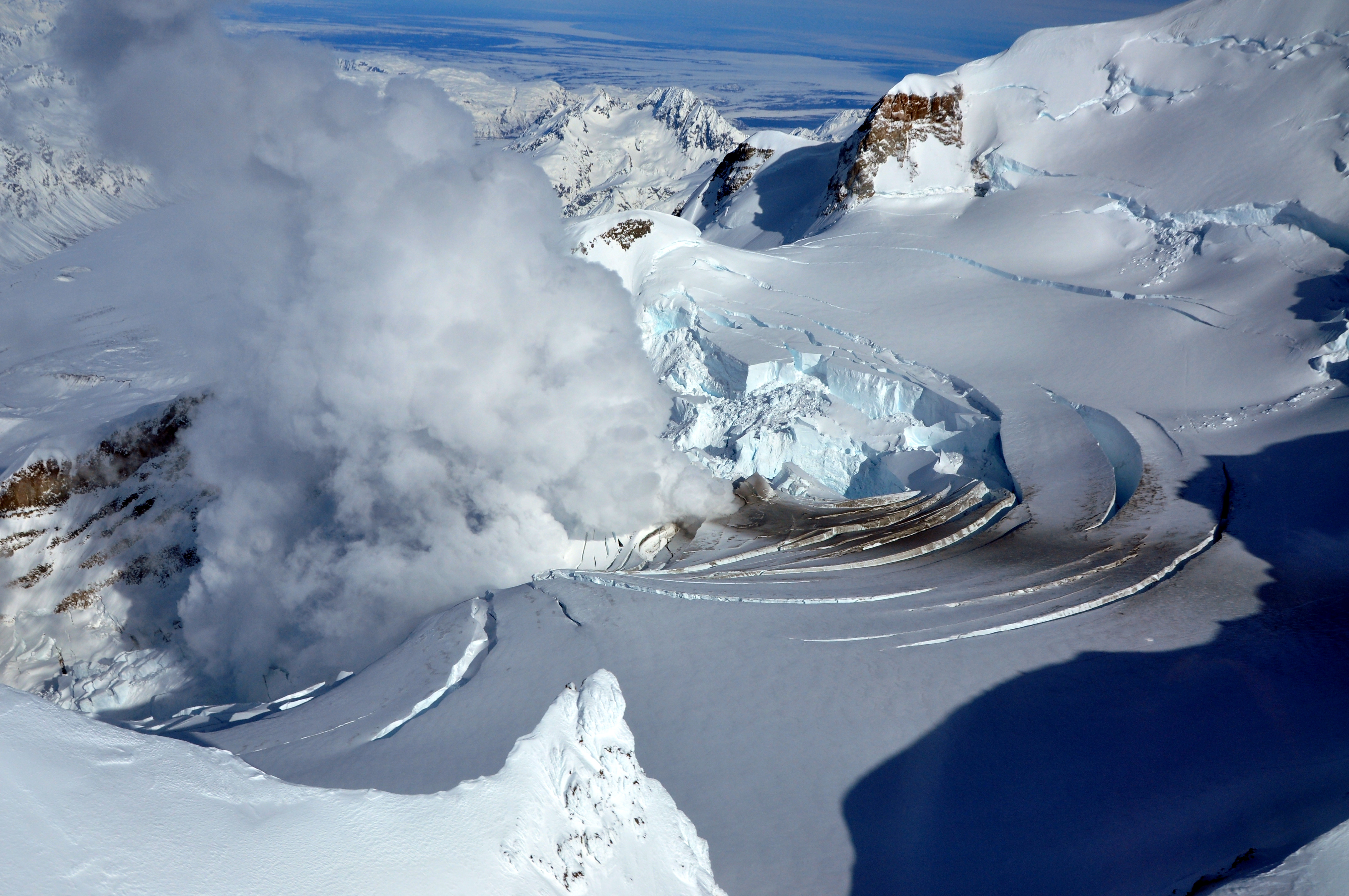
Die Fumarole am Gipfel des Mount Redoubt am 21. März 2009, einen Tag vor dem Ausbruch

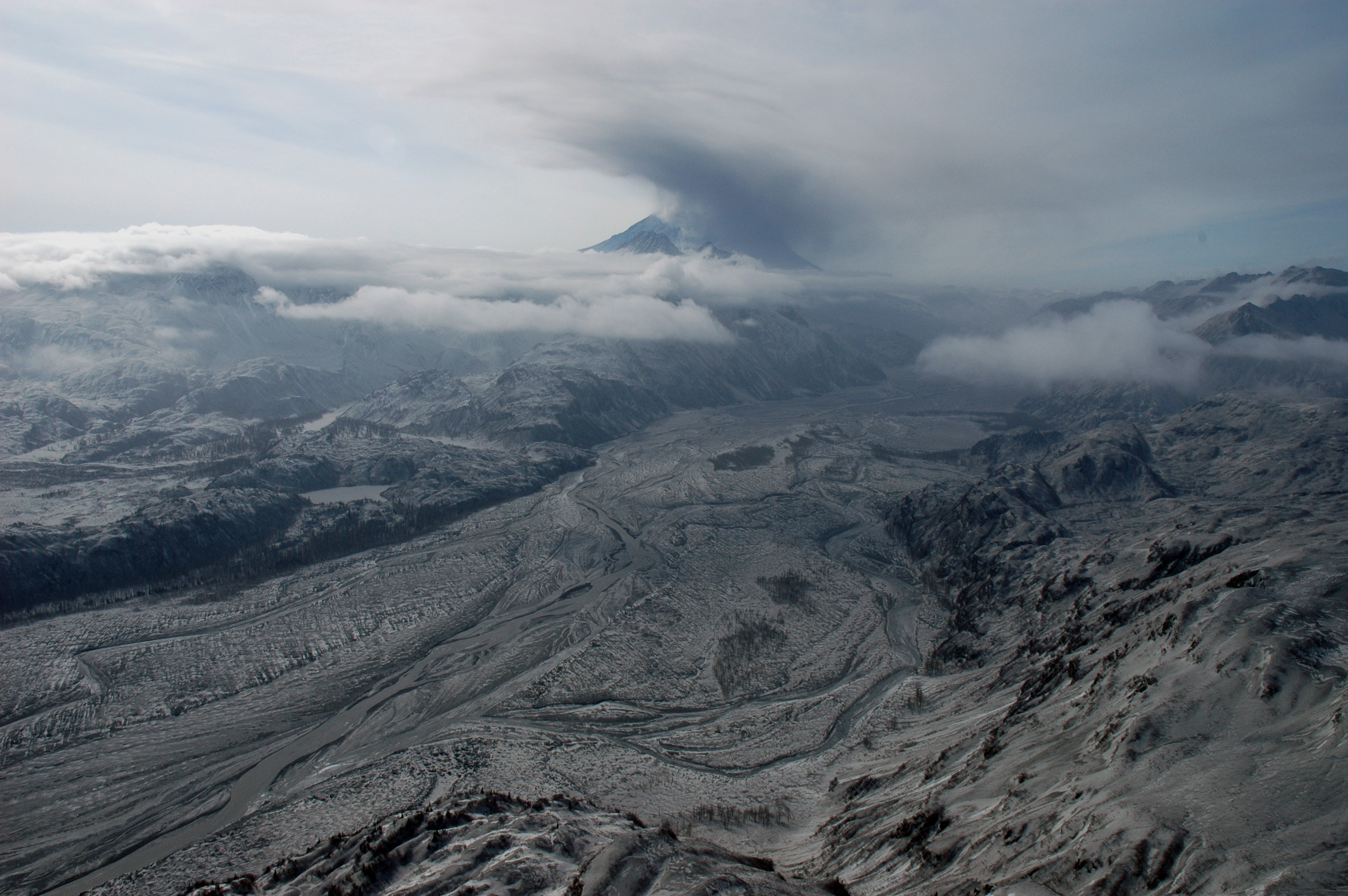
Mt. Redoubt am 31. März 2009, das Umfeld ist mit Asche bedeckt

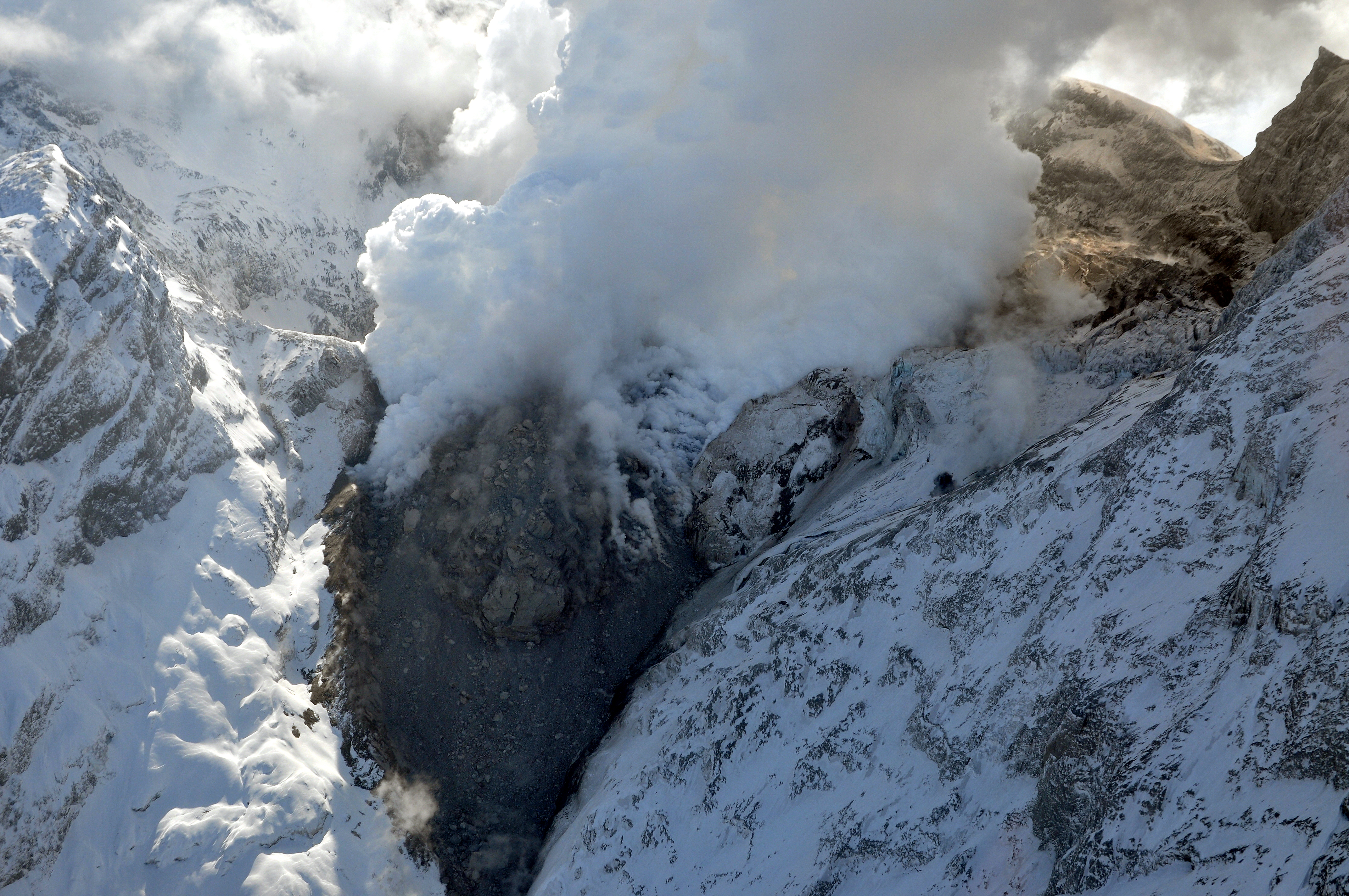
Der neue Lavadom im Krater, 16. April 2009

Der Vulkan brach am 15. Dezember 1989 aus. Dies dauerte fünf Monate an. Plötzliches Schmelzen von Schnee und Eis auf dem Gipfel durch pyroklastische Ströme und ein Einbruch des Domes verursachten Lahare oder Schlammlawinen, die die nördliche Flanke des Berges hinab flossen. Ein Großteil der Schlammlawinen ging in Richtung Cook Inlet, etwa 35 km entfernt vom Vulkan. Einige Lahare gelangten in den nahe gelegenen Drift River und es wurde befürchtet, dass ein Öllager in der Nähe dadurch zerstört werden könnte.

### 2009
Am 30. Januar 2009 wurden vulkanische Aktivitäten entdeckt, die ein Anzeichen für einen möglichen erneuten Ausbruch des Vulkans darstellen. Unter anderem bildete sich im den Vulkan bedeckenden Gletscher eine Fumarole mit der Größe von zwei Fußballfeldern und den Gletscher herablaufendes Wasser, was für den Aufstieg von Magmawärme spricht. In der Nacht vom 22. zum 23. März 2009 kam es zu einem Ausbruch des Mount Redoubt. Eine Aschenwolke erreichte eine geschätzte Höhe von 16.000 m. Aschen-Niederschläge wurden in der näheren Umgebung beobachtet, Bevölkerungszentren waren nicht bedroht. Der Flughafen Anchorage wurde mehrmals kurzzeitig geschlossen.
Die Eruption setzte sich mit mehreren Laharen fort, die das Drift River Valley unterhalb des Berges verwüsteten. Sie gefährdeten ein Erdöl-Lager an der Küste. Die Chevron Corporation stellte daraufhin die Erdölförderung im Cook Inlet ein. Bisher gelang es nur einen Teil der dort lagernden Ölvorräte in Sicherheit zu bringen. Teile des Geländes des Drift River Oil Terminals wurden von den Laharen überflutet. Der bislang stärkte Ausbruch ereignete sich am 4. April. Er erreichte das Niveau des stärksten Ereignisses der Ausbrüche von 1989/90. An diesem Tag wurde auch erstmals ein neuer Lavadom im Gipfelkrater des Berges beobachtet.
Während der Monate April und Mai stieß der Berg weithin Gas aus und der Lavadom wuchs langsam an. Die Aktivität nahm im Laufe des Juni ab, der Lavadom wuchs nicht mehr signifikant, nachdem er eine Länge von 1000 m erreicht hatte. Die Beobachter des Alaska Volcano Observatory stuften die Warnungen für den Luftverkehr am 30. Juni zurück. Ein Jahr später wurde am 12. April 2010 nach einer Beruhigung auch der seismischen Aktivitäten der Berg als ruhig erklärt.